# Thisted Gymnasium – stx og hf
Thisted Gymnasium – stx og hf blev oprettet i 1947 som et kommunalt gymnasium. Det blev indrettet i ældre bygning. Senere i 70'erne flyttede gymnasiet til nyopførte bygninger i Thisteds nordlige udkant som en del af uddannelsescenteret.
Gymnasiet har ca. 460 elever fordelt på STX og HF.

## Arkitektur og kunst
Thisted Gymnasium er tegnet af Friis og Moltke og rummer desuden en stor samling kunst af bl.a. Sigrid Lütken, Kasper Heiberg, Erland Knudsøn Madsen, Peter Brandes og Kurt Tagtmeier

## Kendte studenter
- 1964: Steen Gade, politiker, MF
- 1964: Jens Oddershede, professor dr.scient. i kvantekemi og 2001-14 Syddansk Universitets rektor
- 1966: Hans Toft, Gentofte Kommunes borgmester
- 1970: Reimer Bo Christensen, journalist og TV vært.
- 1974: Sonja Mikkelsen, politiker tidl. minister
- 1977: Søren Dahl, radiovært
- 1978: Karsten Hønge, politiker, MF [1]
- 1980: Per Michael Johansen, Aalborg Universitets rektor, æresstudent ved Thisted Gymnasium, STX og HF 2015
- 1993: Anders Kofod-Pedersen, dr. scient., Deputy Directory, Alexandra Institut, Professor, NTNU, æresstudent ved Thisted Gymnasium, STX og HF 2018
- 1995: Peter Hove Olesen, pressefotograf ved JP/Politikkens Hus, æresstudent ved Thisted Gymnasium, STX og HF 2017
- 2001: Maria Badstue, klassisk musiker og international dirigent, æresstudent ved Thisted Gymnasium, STX og HF 2016
- 2005: Simon Kollerup, politiker, MF fra 2011, erhvervsminister 2019-